# 赤い氷河期
『赤い氷河期』（あかいひょうがき）は、松本清張の長編小説。近未来のヨーロッパを舞台に、エイズ・ウイルス(HIV)を利用した細菌兵器の策謀を描く予見的長編。『赤い氷河 - ゴモラに死を』のタイトルで『週刊新潮』に連載され（1988年1月7日号 - 1989年3月9日号）、加筆訂正の上、1989年6月新潮社から刊行された。ソビエト連邦での改革が失敗し独裁政治が復活、ヨーロッパ諸国はこれに対抗して連邦を結成しつつある、という世界設定になっている。

## あらすじ

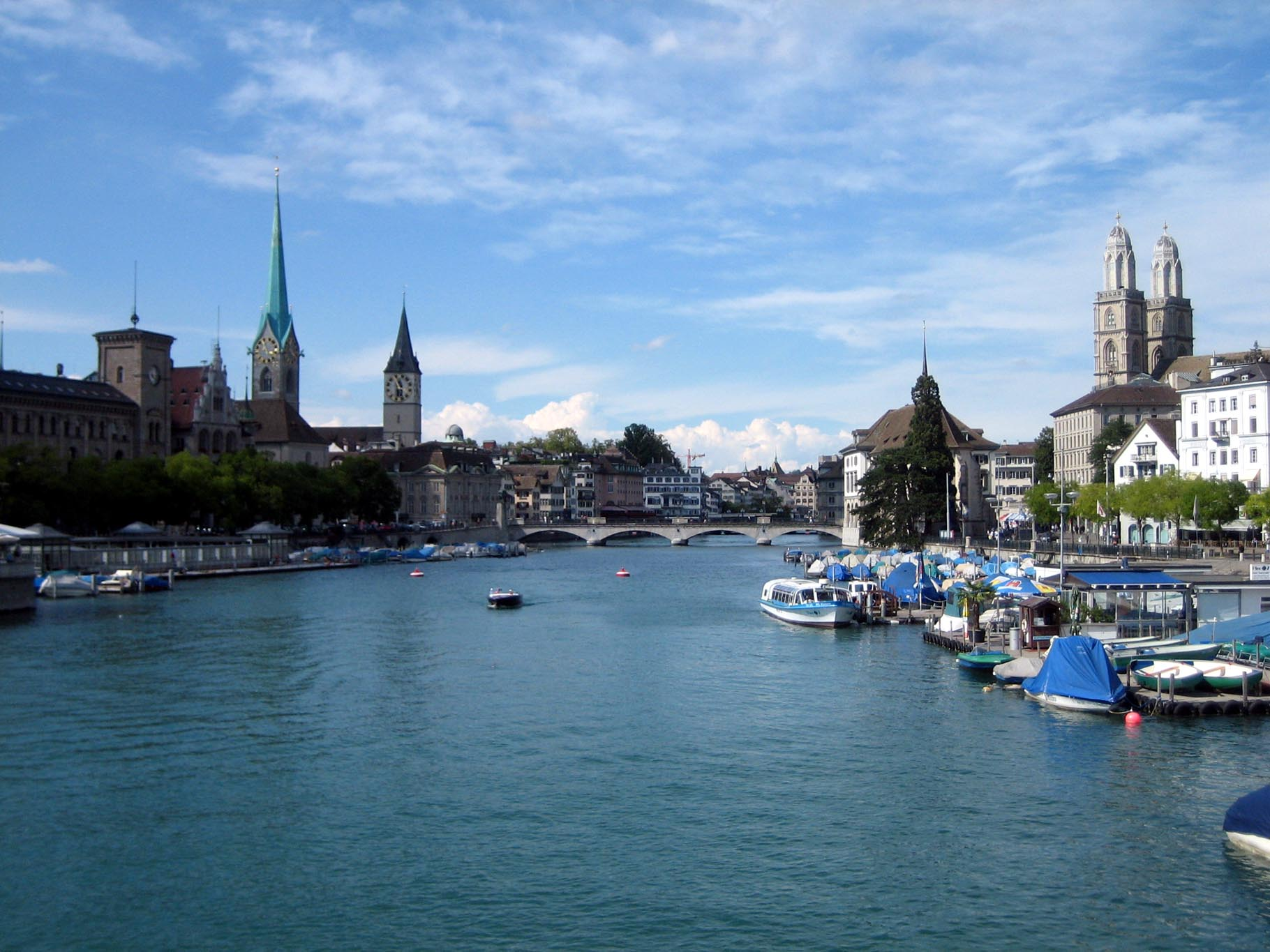
チューリッヒ市内

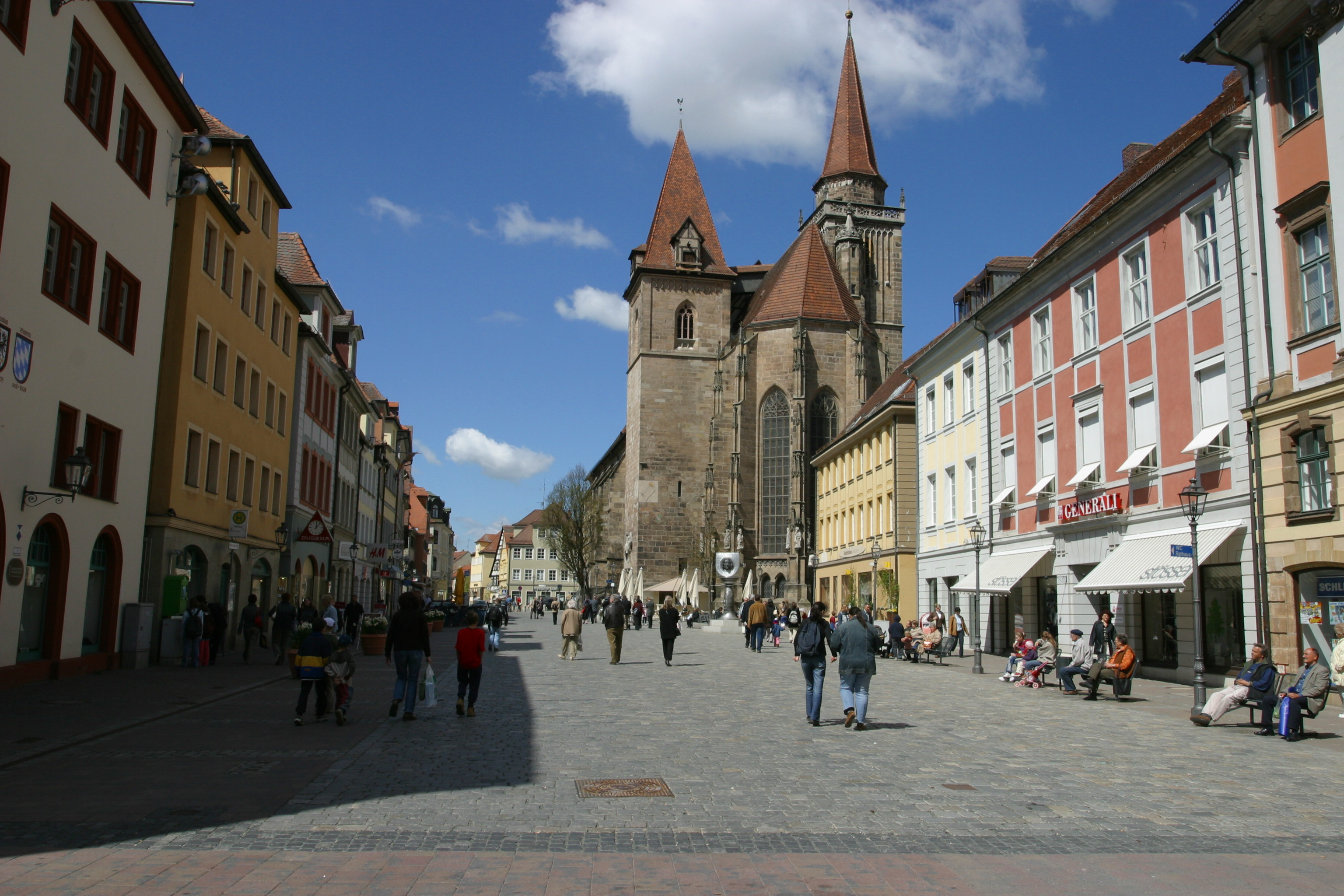
アンスバッハ市街

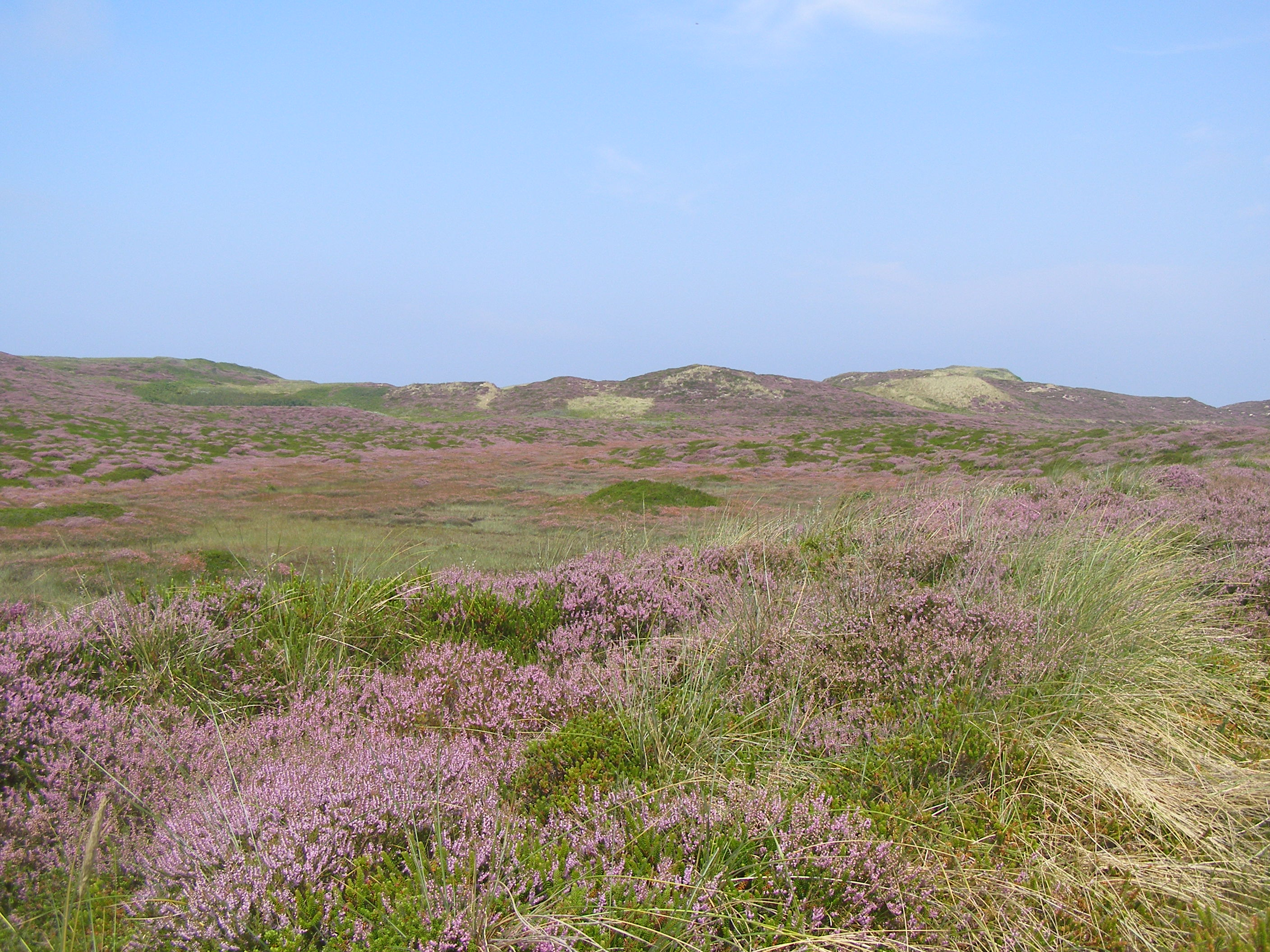
ジルト島

ドイツ・ミュンヘンの南に位置するシュタルンベルク湖で、首のない人間の死体が発見された。事件をめぐり、ネオナチによる生贄殺人、ヒトラーの金塊をめぐる仲間割れ、などの説が広まる。だが、犯人はなぜ首を切断したのか？
スイス・チューリッヒを拠点にエイズを研究する山上爾策は、ひょんな縁で謎の男・福光福太郎と出会った。事件に疑問を持った福光は、バイエルン州からバーデン＝ヴュルテンベルク州を探索し、山上には不思議な示唆を与える。徐々に山上の前に、エイズ・ウイルスをめぐる策動の存在が浮上してきた。

## 主な登場人物
山上爾策
IHC（国際健康管理委員会）調査局調査部調査課長。東京大学医学部卒。エイズ対策を研究している。
福光福太郎
「アイデア販売業」を自称する神出鬼没の男。「ヒント・コンサルタント」として「田代明路」の名前も使う。日本人離れした面長・長身。
川島亮子
チューリッヒ市内の日本料理店「日本橋」のマダム。スイス人の夫・クレメンス・ベンドルは、別に骨董品店を持っていたが、行方不明となる。
ユリア・オリヴァー
チューリッヒ市内にある食料品店のマダム。夫のハンスはエイズに感染し、一年前から入院している。
エルンスト・ハンゲマン
IHC調査局長。ハンブルク出身。ハイデルベルク大学元教授。52歳。
クララ・ウォルフ
チューリッヒ市内で細密画専門の古美術店を営む50歳過ぎの婦人。その後店をたたんで姿を消していたが…。

## エピソード
- 本作執筆の動機に関して著者は、1991年に以下のように説明している[1]。

- 加えて著者は、社会主義国の発表するエイズ患者数の数字がでたらめであること、世界保健機関（WHO）がその数字を鵜呑みにしていること、各国は社会的なパニックを恐れて感染者数を発表しないのではないかと指摘している[1]。小説の舞台に関しては、本当は日本にしたかったが、この小説を書いたころは、いろいろと差し支えが生じると思った、と説明している。本作では、エイズウイルスとインフルエンザウイルスのハイブリッドによって人類を殺すことが想定されているが、当時は治療を目的とするハイブリッド抗体の研究が、実験的に行われている段階であった[1]。
- 当時本作の編集を担当していた堤伸輔は、本作の経緯について「ある時『ニューズウィーク』に赤い血が入った試験管を表紙にした号（1983年4月18日号）があった。アメリカの主要な雑誌が初めてエイズを特集したのです。「先生、今アメリカで、エイズという得体の知れない病気が流行っているみたいですよ。どうもウィルスが原因みたいです」と言ったら、そこにいたく食いついてこられた。それが『赤い氷河期』になったのです」「実はこの時、先生は非常に観念的な小説を書こうとされていた。ソドムとゴモラではないけど、人間の不埒な性行動が現代の黒死病であるエイズへの恐怖のために抑制されるというふうに持っていきたかったんですよね」「最初は『新潮』に書かしてくれと言われました。純文学として書きたいと。ただ『新潮』は編集部員も少ないし、海外取材のお手伝いもできない。いざ連載する段になったら、やっぱり君のとこでやろうというので、『週刊新潮』に持ってきてくれました」と述べている[2]。
- 日本近代文学研究者の綾目広治は「『赤い氷河期』でのエイズ禍は、ホモセクシュアルの問題よりも血液製剤による薬害が大きな問題だったと語られている」と述べ「微細な点は異なっていても話の大要においては、日本における薬害エイズ問題と重なる内容」であり「日本での事例を旧西ドイツに置き換えて語られているのが『赤い氷河期』だったと言える」と推測している[3]。